# Железная маска (фильм, 1962)
«Железная маска» (фр. Le Masque de fer) — художественный фильм, экранизация произведения Александра Дюма-отца.

## Сюжет
На острове в Средиземном море в тюрьме заключён некий пленник в железной маске. Под страхом смерти запрещено видеть узника без неё. Людовик XIV, король Франции, опасно болен. Болезнь ставит под угрозу срыва подписание мирного договора с Испанией, главным условием которого является брак Людовика XIV и испанской инфанты. Кардинал Мазарини поручает капитану д’Артаньяну доставить в Париж таинственного пленника. Но тому помогает бежать его возлюбленная, дочь начальника тюрьмы, красавица Изабель…
Приказы высших лиц государства постоянно мешают д’Артаньяну уединиться с его возлюбленной, мадам де Шом.

## В ролях
- Жан Марэ — Шарль д’Артаньян; постаревший, но по-прежнему бодрый, неутомимый и неотразимый капитан королевских мушкетёров. Любимая фраза: «Видели бы вы меня 20 лет назад!».
- Жан-Франсуа Порон — король Франции Людовик XIV и его брат-близнец Анри
- Жан Рошфор — Ластремо; жулик, которого Анри спас от казни
- Сильва Кошчина — Марион, актриса
- Жизель Паскаль — мадам де Шом, возлюбленная д’Артаньяна; готова предложить бравому мушкетёру руку и сердце, но всякий раз в последний момент возникает какое-нибудь препятствие.
- Клодин Оже — Изабель де Сен-Мар; очаровательная юная особа, тайная супруга «Железной Маски»
- Ноэль Роквер — месье де Сен-Мар, комендант крепости Сент-Маргерит, где содержится под стражей «Железная Маска»
- Филипп Лемер — Водроль
- Жермен Монтеро — Анна Австрийская
- Энрико Мария Солерно — кардинал Мазарини
- Жан Лара — Рено де Лурме
- Жан Дави — маршал Тюренн

## Русский дубляж
- Алексей Консовский — Шарль д’Артаньян (роль Жана Маре)
- Виктор Рождественский — Людовик XIV и Анри (роль Жана-Франсуа Порона)
- Артём Карапетян — Ластремо (роль Жана Рошфора)
- Виктория Чаева — Марион (роль Сильвы Кошчины)
- Вера Васильева — мадам де Шом (роль Жизель Паскаль)
- Нина Крачковская — Изабель де Сен-Мар (роль Клодин Оже)
- Сергей Цейц — месье де Сен-Мар (роль Ноэля Роквера)
- Николай Александрович — Водроль (роль Филиппа Лемера)
- Нина Никитина — Анна Австрийская (роль Жермен Монтеро)
- Алексей Алексеев — кардинал Мазарини (роль Энрико Марии Салерно)
- Феликс Яворский — Рено де Лурме (роль Жана Лара)